# Mark Oldershaw
Mark Oldershaw (n. 7 februarie 1983, Burlington, Ontario, Canada) este un canoist ce a reprezentat Canada, medaliat olimpic. A participat la 3 ediții ale Jocurilor Olimpice (2008, 2012, 2016) în care a câștigat o medalie de bronz.